# Manichi Yoshimura
Man'ichi Yoshimura (japanisch 吉村 萬壱, bürgerlich Koichi Yoshimura 島田 浩一, * 19. Februar 1961 in Matsuyama, Präfektur Ehime) ist ein japanischer Schriftsteller, dessen Werke häufig von Verfall, dystopischen Visionen und menschlichen Abgründen handeln und sich gesellschaftskritisch äußern. Durch leicht absurde, groteske Figuren und überspitzte Rituale transformiert Yoshimura reale Begebenheiten ins Surreale. Im Spätwerk tritt eine neue Warmherzigkeit hervor, bei der trotz kritischer Grundhaltung das Mitgefühl des Autors für das menschliche Schicksal erkennbar wird.

## Leben
Yoshimura wuchs in Ōsaka und Hirakata auf. Er besuchte die Osaka Prefectural Nagao High School und studierte Sozialwissenschaften an der Fakultät für Erziehung der Kyōto University of Education. 1997 erhielt er für die Kurzgeschichte Kokuei kyodai yokujō no gogo (国営巨大浴場の午後, Nachmittag im staatlichen Riesenthermalbad) den Kyōto University Newspaper New Writers’ Prize. 2001 folgte mit Kuchukuchubān (クチュクチュバーン, Kutchukuchu-Bäm) der Gewinn des Bungakukai-Nachwuchspreis. Obwohl er ursprünglich nicht vorhatte, Schriftsteller zu werden, überzeugte ihn die Jurorin Yōko Yamada, diesen Weg einzuschlagen. 2003 gewann er für den Roman Hariganemushi (ハリガネムシ, Fadenwurm) den Akutagawa-Preis und gab daraufhin seinen Lehrerposten an einer Förderschule auf, um ausschließlich zu schreiben.
2016 wurde ihm für den Roman Shinjo (臣女, Die Dienerin) der Shimase-Preis für Liebesgeschichten verliehen. Sein Zwillingsbruder ist der Manga-Zeichner THE SEIJI (ザ・セイジ).
In einem Interview nennt er als literarischen Einfluss allen voran Abe Kōbō, außerdem Sōseki Natsume und Ibuse Masuji.

## Zitat
„Ich bin jetzt 60 und blicke auf zwanzig Jahre Schriftstellerei zurück. Früher sah ich den Menschen als gefährliches Wesen, das in nur einem Jahrhundert Millionen tötete. Noch immer denke ich das – doch je weniger Zeit mir bleibt, desto mehr frage ich mich: ‚War es gut, ein Mensch zu sein?‘ Und ich komme zum Schluss: ja. All die unbegreiflichen, irrationalen Taten machen den Menschen zu einem seltsamen, aber auch liebenswerten Geschöpf. Dieses neue Gefühl wollte ich in meinen Roman einfließen lassen.“

„Worte können nie exakt sein; wir können nur mit dem Finger auf etwas zeigen. Haiku meistern das: in den wenigen Silben die Richtung vorgeben, dass das Gelesene genau dort landet.“

## Werke

### Romane und Erzählungen
- Kuchukuchubān (クチュクチュバーン, Kutchukuchu-Bäm), 2002 (Erstausgabe in Bungakukai 2001/06)
- Hariganemushi (ハリガネムシ, Fadenwurm), 2003 (Erstausgabe in Bungakukai 2003/05)
- Burst Zone: Bakuretsu Chiku (バースト・ゾーン　爆裂地区, Burst Zone – Explosionszone), 2005
- Yaitosueddo (ヤイトスエッド, Yaitosueddo), 2009
- Dokyo 45 (独居45, Alleinleben 45), 2009
- Borādo-byō (ボラード病, Poller-Krankheit), 2014
  - dt. Kein schönerer Ort, 2018[2][3] ISBN 978-3-944751-19-1
- Omionna (臣女, Die Dienerin), 2014
- Utsuro Romantic (虚ろまんてぃっく, Hohle Romantik), 2015
- Kaiyūjin (回遊人, Der Umherschweifende), 2017
- Zense wa Usagi (前世は兎, In einem früheren Leben war ich ein Hase), 2018
- Dekigoto (出来事, Begebenheit), 2019
- Ryūrō (流卵, Strömende Eizelle), 2020
- Shisha ni koso fusawashii sono basho (死者にこそふさわしいその場所, Ein Ort, den nur die Toten verdienen), 2021
- CF (CF), 2022
- Minna no ohaka (みんなのお墓, Das Grab für alle), 2024

### Kurzgeschichten in Zeitschriften
- Isorōri (居候, Hausgast), Gunzō 7/2005
- Shiteiseki (指定席, Reservierter Platz), Shōsetsu Gendai 1/2007
- Shinkai junrei (深海巡礼, Tiefsee-Pilgerfahrt), Shōsetsu Gendai 6/2007

### Essays und Sonstiges
- Ikite iku ue de, kakegae no nai koto (生きていくうえで、かけがえのないこと, Von unschätzbarem Wert für das Leben), 2016
- Nagashi no shita no Ū-chan (流しの下のうーちゃん, Ū-chan unter dem Spülbecken, Manga), 2016
- Utsubo no hitorigoto (うつぼのひとりごと, Alleinreden des Utsubo), 2017
- Tetsugaku no hae (哲学の蝿, Die Fliege der Philosophie), 2021
- Mannīhitosu (萬に壱つ, Einer in zehntausend), 2023

## Auszeichnungen
- 1997: Kyōto University Newspaper New Writers’ Prize für Kokuei kyodai yokujō no gogo
- 2001: Bungakukai-Nachwuchspreis für Kuchukuchubān
- 2003: Akutagawa-Preis für Hariganemushi
- 2016: Shimase-Preis für Liebesgeschichten für Shinjo

Quelle: Prizes World